# برينجلز
برينجلز (بالإنجليزية: Pringles) هي علامة تجارية أمريكية من رقائق البطاطس المصنوعة بطريقة يمكن تكديسها فوق بعضها. بيعت العلامة التجارية في الأصل من قبل بروكتر آند غامبل في عام 1968 وتم تسويقها باسم «برينجلز نيو فانغلد بوتيتو تشبس». تم بيع العلامة التجارية في عام 2012 إلى المالك الحالي، كلوقز.
اعتبارًا من عام 2011، تم بيع برينجلز في أكثر من 140 دولة. في عام 2012، كانت برينجلز رابع أشهر علامة تجارية للوجبات الخفيفة بعد ليز، دوريتوس، وتشيتوس (تم تصنيعها جميعًا بواسطة فريتو-لاي)، بحصة سوقية تبلغ 2.2٪ على مستوى العالم.

## تاريخ
في عام 1956، كلفت بروكتر وغامبل الكيميائي فريدريك جيه باور بمهمة، وهي تطوير نوع جديد من رقائق البطاطس لمعالجة شكاوى المستهلكين بشأن الرقائق المكسورة، الدهنية، والقديمة، وكذلك الهواء في الأكياس. أمضى باور عامين في تطوير رقائق على شكل سرج من عجين مقلي، واختار علبة أنبوبية كحاوية للرقائق. يُعرف شكل السرج لرقائق برينجلز رياضيًا باسم سطح مكافئ قطعي. ومع ذلك، لم يستطع باور معرفة كيفية جعل الرقائق مستساغة، وتم سحبه من المهمة للعمل على علامة تجارية أخرى.
في منتصف الستينيات، أعاد باحث آخر في بروكتر آند غامبل، وهو ألكسندر ليبا من مونتغمري بولاية أوهايو، عمل باور ونجح في تحسين المذاق. على الرغم من أن باور صمم شكل شريحة برينجلز، فإن اسم ليبا موجود في براءة الاختراع. ساعد جين وولف، وهو مهندس ميكانيكي ومؤلف معروف بالخيال العلمي وروايات الخيال، في تطوير الآلة التي تطبخها.
بدأت بروكتر آند غامبل بيع برينجلز في ولاية إنديانا عام 1968. بحلول عام 1975، كانت متوفرة في معظم أنحاء الولايات المتحدة، وبحلول عام 1991 تم توزيعها دوليًا.
هناك عدة نظريات وراء أصل اسم المنتج. تشير إحدى النظريات إلى مارك برينجل، الذي قدم براءة اختراع أمريكية بعنوان «طريقة وجهاز لمعالجة البطاطس» في 5 مارس 1937. تم الاستشهاد بعمل برينجل من قبل شركة بروكتر آند غامبل في تسجيل براءة اختراعها الخاصة لتحسين طعم البطاطس المعالجة المجففة. تقترح نظرية أخرى أن اثنين من موظفي الإعلانات في بروكتر كانا يعيشان في برينجل درايف في فينيتاون (شمال سينسيناتي، أوهايو)، والاسم يقترن جيدًا «برقائق البطاطس». تقول نظرية أخرى أن بروكتر آند غامبل اختارت اسم برينجلز من دفتر هاتف في مدينة سينسيناتي. يقول مصدر آخر أن اسم برينجلز «تم اختياره من القبعة» للترويج لجاذبية اسم العائلة.
كان المنتج يُعرف في الأصل باسم برينجلز نيوفانغلد بوتيتو تشبس (Pringle's Newfangled Potato Chips)، لكن مصنعو الوجبات الخفيفة الآخرون اعترضوا، قائلين إن برينجلز فشل في تلبية تعريف "رقاقة" البطاطس نظرًا لأنها مصنوعة من عجينة تعتمد على البطاطس بدلاً من تقطيعها إلى شرائح مثل رقائق بطاطس «حقيقية». قامت إدارة الغذاء والدواء الأمريكية بدراسة الأمر، وفي عام 1975 حكموا أن برينجلز لا يمكنها إلا استخدام كلمة «رقاقة» في اسم منتجها ضمن العبارة: «رقائق البطاطس المصنوعة من البطاطس المجففة». في مواجهة مثل هذه التسمية الطويلة وغير المستساغة، أعادت برينجلز تسمية منتجها «مقرمشات» بدلاً من رقائق البطاطس.
في يوليو 2008، في محكمة لندن العليا، جادل محامو بروكتر آند غامبل بنجاح بأن برينجلز لم يكن رقائق البطاطس على الرغم من أنه تم وضع علامة «رقائق البطاطس» على الحاوية (يُعرف في بريطانيا باسم «رقائق البطاطس» في الولايات المتحدة باسم «رقائق البطاطس») كان محتوى البطاطس 42٪ فقط وشكلها، حسبما ذكرت شركة بروكتر آند جامبل، «غير موجود في الطبيعة». هذا الحكم، ضد ضريبة القيمة المضافة (VAT) في المملكة المتحدة وقرار محكمة الرسوم على عكس ذلك، أعفى برينجلز من ضريبة القيمة المضافة التي بلغت 17.5٪ على رقائق البطاطس والوجبات الخفيفة المشتقة من البطاطس. في مايو 2009، نقضت محكمة الاستئناف القرار السابق. صرح متحدث باسم بروكتر آند غامبل أنها كانت تدفع ضريبة القيمة المضافة بشكل استباقي ولا تدين بضرائب متأخرة.
في أبريل 2011، وافقت بروكتر آند غامبل على عملية بيع بقيمة 2.35 مليار دولار أمريكي للعلامة التجارية لشركة دايموند فودز من كاليفورنيا، وهي صفقة كان من شأنها أن تضاعف حجم الأعمال التجارية للوجبات الخفيفة في دايموند أكثر من ثلاثة أضعاف. ومع ذلك، فقد تم إبرام الصفقة في فبراير 2012 بعد تأخير لمدة عام بسبب مشكلات تتعلق بحسابات دايموند. في 31 مايو 2012، استحوذت شركة كلوقز رسميًا على برينجلز مقابل 2.695 مليار دولار كجزء من خطة لتنمية أعمالها التجارية الدولية للوجبات الخفيفة. جعل الاستحواذ على برينجلز شركة كلوقز ثاني أكبر شركة للوجبات الخفيفة في العالم.
اعتبارًا من عام 2015، يوجد 5 مصانع برينجلز في جميع أنحاء العالم: في جاكسون، تينيسي؛ ميكلين، بلجيكا؛ جوهور، ماليزيا؛ كوتنو، بولندا؛ وفوجيان، الصين.

## مكونات
يحتوي برينجلز على حوالي 42٪ من محتوى البطاطس، والباقي عبارة عن نشا القمح ودقيق (البطاطس والذرة والأرز) ممزوجًا بالزيوت النباتية، مستحلب، ملح، وتوابل. يمكن أن تشمل المكونات الأخرى المحليات مثل مالتوديكسترين وسكر العنب، وغلوتامات أحادية الصوديوم (MSG)، وإينوزينات ثنائي الصوديوم، غوانيلات ثنائية الصوديوم، كازينات الصوديوم، نشا طعام معدل، أحادي الجليسريد وثنائي الجليسريد، خلاصة الخميرة ذاتية التحلل، النكهات الطبيعية والاصطناعية، دقيق الشعير المملح، نخالة القمح، الفاصوليا السوداء المجففة، القشدة الحامضة، جبنة التشيدر وغيرها؛ تختلف أصناف برينجلز في مكوناتها.
تنتج برينجلز أيضًا العديد من أصناف «التُّرتية» و «متعددة الحبوب» التي يتم استبدال بعض مكوناتها من النشا الأساسي بدقيق الذرة والأرز ونخالة القمح والفاصوليا السوداء ودقيق الشعير. في وقت ما في أوائل التسعينيات، كان «كورن برينجلز» متاحًا؛ كانت العلبة سوداء وعليها صور كرتونية للذرة. كانت الرقائق مصنوعة من الذرة وتشبه رقائق الذرة في النكهة والملمس. كان برينجلز الأرز متاحًا أيضًا في المملكة المتحدة على الرغم من أنه تم إيقافه منذ ذلك الحين.

## تغذية
حصة واحدة من حوالي 16 برينجلز (النكهة الأصلية) تحتوي على 150 سعرة حرارية، 2.5 غرام من الدهون المشبعة، 150 ملغ من الصوديوم، 110 ملغ من البوتاسيوم، و 1 غرام من البروتين.

## نكهات
يتوفر برينجلز بعدة نكهات. حتى الثمانينيات، كانت النكهة الأصلية فقط متاحة في الولايات المتحدة. النكهات القياسية في الولايات المتحدة اعتبارًا من 2020 تشمل الأصلية، ملح وخل، الكريمة الحامضة والبصل، جبنة تشيدر، صلصة الرانش، الشواء، ساخنة وحارة (هوت آند سبايسي)، والبطاطس الخبوزة. يتم توزيع بعض النكهات على مناطق محدودة من السوق فقط؛ على سبيل المثال، يتوفر كوكتيل الجمبري، الوسابي، والكاري في المملكة المتحدة وجمهورية أيرلندا.
من حين لآخر، أنتجت بروكتر آند غامبل إصدارات محدودة. تشمل النكهات الموسمية، في الماضي والحاضر، الكاتشب، الليم الحار، والفلفل الحار، الجبن الحار، «بيتزالشز»، الفلفل الحلو، صوص تكساس باربيكيو، بافلو وينغز، والكاجون. كما تم بيع صنف «قليل الدسم». من أمثلة النكهات ذات الإصدار المحدود، الهالبينو، هوني ماسترد، البطاطا المقلية بالجبن، زهر البصل، اصبع جبن الموزاريلا، مخلل الشبت، الغمس ذو الطبقات المكسيكية. في عام 2012، أخرجوا النكهات الموسمية من: «شوكولاتة النعناع البيضاء»، سكر القرفة و «بهار فطيرة اليقطين». تشمل الأمثلة الأخرى اصبع الموزاريلا مع المارينارا في أمريكا الشمالية والهالابينو في أمريكا اللاتينية، وكذلك السلطعون ذو القشرة الناعمة، الروبيان المشوي، الأعشاب البحرية، «التوت الأزرق والبندق»، «الليمون والسمسم» في آسيا في أوائل عقد 2010. لون رقائق الجمبري المشوي وردي اللون، بينما لون الأعشاب البحرية أخضر.
تم استدعاء نكهتين محدودتي السوق، وهما تشيز برجر و «تاكو نايت»، في مارس 2010 كإجراء احترازي بعد العثور على السالمونيلا في مصنع نكهات الأغذية الأساسية الذي أنتج بروتين نباتي مُحلل معزز النكهة يستخدم في تلك النكهات.

## تسويق
يتم الإعلان عن برينجلز في الولايات المتحدة، كندا، المملكة المتحدة، أستراليا، وأيرلندا تحت شعار «بمجرد موسيقى البوب، لا تتوقف المتعة» جنبًا إلى جنب مع الشعار الأصلي «بمجرد أن تنطلق، لا يمكنك التوقف!»

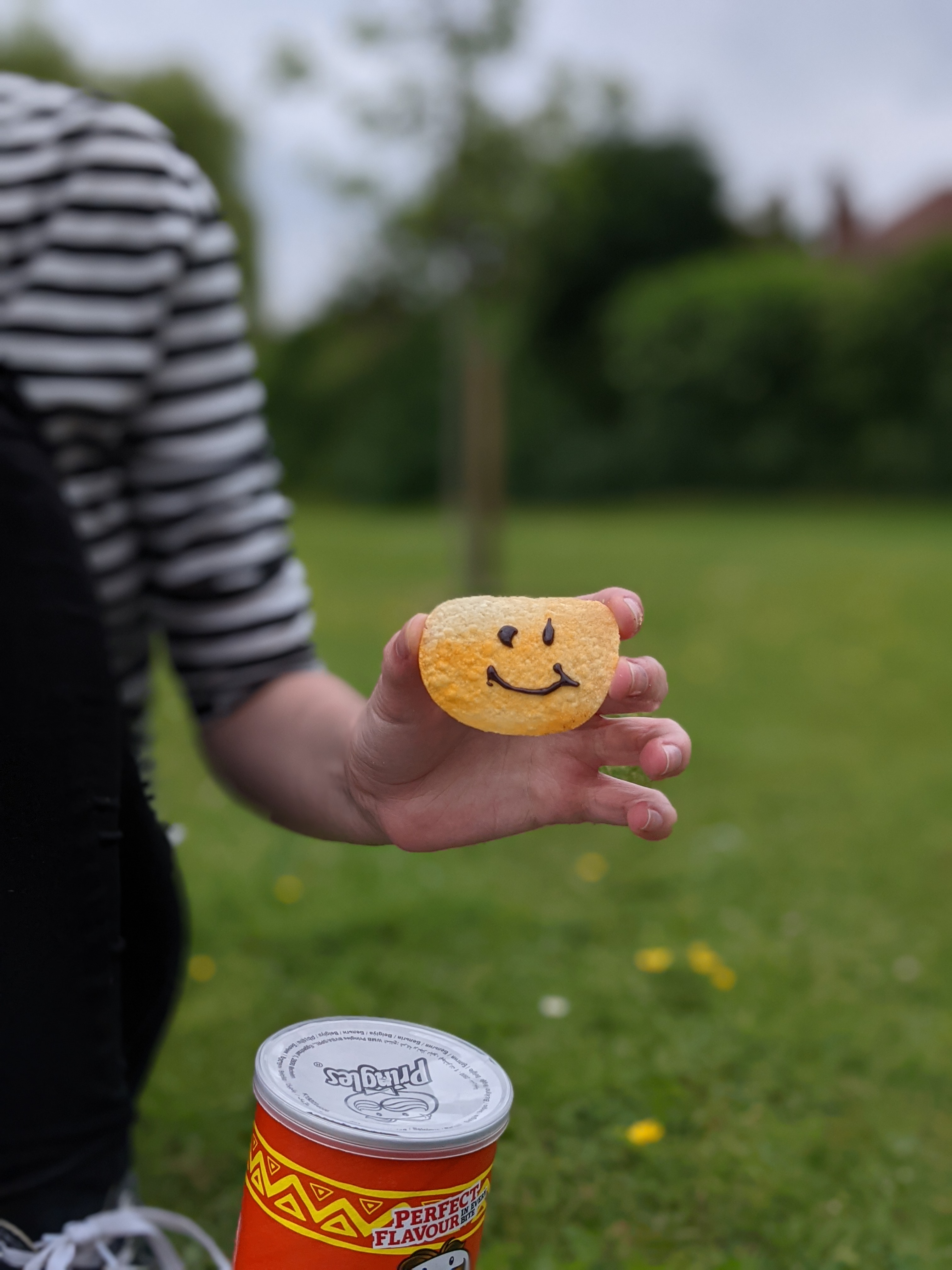
برينجل بنكهة دجاج بيري-بيري، ومفصل مع وجه مبتسم من أقراص سكرية

تم كتابة، إنتاج، وإخراج إعلانات برينجلز التلفزيونية الأصلية من قبل توماس سكوت كادن (مؤلف أغنية مستر كلين) في عام 1968.
على مدار تاريخها، استخدمت برينجلز حملاتها الإعلانية المطبوعة والتلفزيونية لمقارنة منتجاتها برقائق البطاطس التقليدية. في سنواتها الأولى، تم تسويقها على أنها «رقائق بطاطس برينجلز نيوفانغلد» وكان لها غطاء فضي صغير لفتح العلبة. على عكس الإعلانات الحالية، ذكروا فقط أنه مع علبهم المنبثقة (التي تم استبدالها بأغطية من رقائق معدنية منذ أواخر الثمانينيات)، تظل رقائقهم طازجة وغير مكسورة، العلبة تحتوي على العديد من الرقائق مثل كيس كبير نموذجي، ويسمح شكلها المتعرج بأن تكون قابلة للتكديس (مرتبة من الأسفل للأعلى)؛ وبالتالي استوحى شعار «رقائق البطاطس الأخرى لا تُكدس.»
بحلول الثمانينيات من القرن الماضي، أطلقت الشركة أغنية برينجل جينغل (Pringle Jingle)، والتي كانت كلماتها «بمجرد تذوق النكهة (» إنه طعم مقلي!«)، ثم تصاب بالحمى (» مع قرمشة مقرمشة!«)، ثم لديك حمى لنكهة برينجل!»
ابتداءً من أواخر التسعينيات وحتى اليوم، عادت إعلانات برينجلز لمقارنة منتجاتها بالرقائق المعبأة، والتي يرون أنها دهنية ومكسورة. في إعلان نموذجي، تستمتع مجموعة من الأشخاص برينجلز، بينما يأكل شخص وحيد كيسًا من رقائق البطاطس العامة (الأكياس نفسها تشبه ليز أو رفلز، اعتمادًا على مجموعة برينجلز المتنوعة التي يتم تسويقها في الإعلان). يلقون ببعض رقائق البطاطس المكسورة في أيديهم، فقط ليجدوا أنها دهنية، وينتهي بهم الأمر بمسح الدهن على ملابسهم.

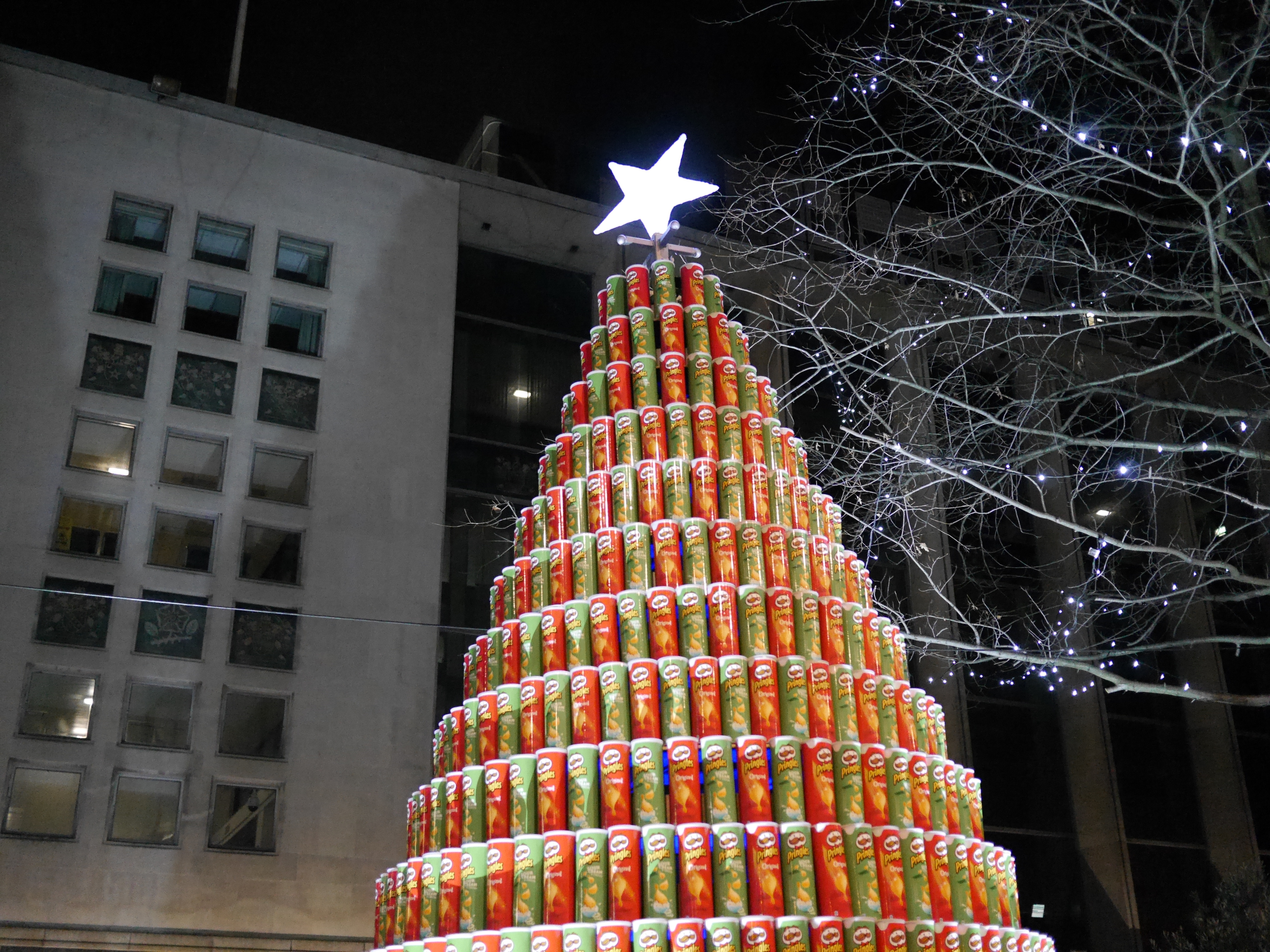
شجرة برينجلز عيد الميلاد في سبيننغفيلدز، مانشستر، إنجلترا عام 2014

شخصية برينجلز

شعار برينجلز هو رسم كاريكاتوري منمق لرأس شخصية ذكورية (يُعرف رسميًا باسم «جوليوس برينجلز» أو يُختصر باسم «السيد بي» ) صممه لويس آر ديكسون، بشارب كبير وشعر رأس متفرق من الوسط (حتى عام 2001، كان لدى الشخصية حواجب وربطة عنق خاصة به تؤطر اسم المنتج؛ في عام 1998، تمت إزالة الشعر المفرق والشفتين من الشعار، واتسع رأسه قليلاً). في عام 2020، تمت مراجعة الشخصية مرة أخرى بنهج أضيق الحدود.
نشأ اسم الشخصية من خدعة ويكيبيديا. في عام 2006، قام محرر بإدراج «جوليوس» الخدعة في مقالة بيرنجلز في ويكيبيديا، والتي تم التقاطها لاحقًا من قبل منافذ إخبارية أخرى. قبل ذلك، كانت التميمة تُعرف رسميًا فقط باسم «مستر بي»، وليس الاسم الأول. بحلول عام 2013، انتشر الاسم واعترفت كلوقز رسميًا بجوليوس برينجلز.
تشتهر برينجلز، كعلامة تجارية للمنتجات، بتغليفها، علبة من الورق المقوى الأنبوبي مع بطانة داخلية مبطنة بورق الألمنيوم (حتى الثمانينيات، كانت العلب تحتوي أيضًا على بطانة ورقية مكشكشة قابلة للإزالة تثبت الرقائق في مكانها) وغطاء بلاستيكي قابل لإعادة الإغلاق اخترعها فريدريك جيه باور، الكيميائي العضوي وفني تخزين الأغذية المتخصص في البحث والتطوير ومراقبة الجودة في شركة بروكتر آند غامبل ومقرها سينسيناتي. كرم أطفال باور طلبه لدفنه في إحدى العلب بوضع جزء من بقاياه المحترقة في حاوية برينجلز في قبره.
تم انتقاد العلبة بسبب صعوبة إعادة تدويرها بسبب المواد المتعددة المستخدمة في بنائها.
تم تحسين الديناميكا الهوائية لرقائق برينجلز (بالإضافة إلى المنتجات الاستهلاكية الأخرى) لمعالجة الطعام باستخدام أجهزة الكمبيوتر العملاقة. استخدمت كلوقز هذه الحقيقة في حملة إعلانات برينجلز لعام 2022.

## وصلات خارجية
- الموقع الرسمي